# Marcel Delodder
Marcel Delodder (Desselgem, 5 mei 1925 – Kortrijk, 6 mei 2016) was een Belgisch politicus voor de CVP. Hij was schepen in Rumbeke en Roeselare en tevens de laatste burgemeester van Rumbeke voor de fusies van 1977.

## Levensloop
Marcel Delodder was notaris en vestigde zich in die hoedanigheid te Rumbeke. In 1970 werd hij gevraagd deel te nemen aan de gemeenteraadsverkiezingen voor de lijst 'Kristelijke Gemeentebelangen'. Burgemeester Jozef Vancoillie zou in de loop van de volgende legislatuur zijn mandaat stopzetten en Delodder werd als opvolger aangetrokken. Delodder werd verkozen en werd meteen schepen. Begin 1972 werd hij zoals afgesproken burgemeester van Rumbeke.
Het bewind van Delodder werd getekend door de gemeentefusies. Rumbeke telde toen zo'n 10.000 inwoners en een groot grondgebied met buiten het eigenlijke centrum nog twee woonkernen, Beitem en Zilverberg. Een fusie met het quasi ingesloten Oekene zag de gemeente wel zitten, maar het Rumbeekse gemeentebestuur wou geen fusie met de aanpalende stad Roeselare omdat die de hoofdgemeente zou worden. Tijdens het bewind van Delodder werd alles in het werk gezet om een fusie te vermijden. Zo kwam er een nieuw sportterrein, een industriegebied langs het kanaal Roeselare-Leie, tal van infrastructuurwerken, ... Opmerkelijk was ook dat bijna alle straten in de nieuwe woonwijken straatnamen meekregen die in Roeselare ook in voege waren. Er kwam zelfs een grote antifusiebetoging in de gemeente met deelnemers uit Rumbeke en andere met fusie bedreigde gemeenten. De fusie zou er toch komen waardoor Delodder de laatste burgemeester van Rumbeke werd.
Na de fusies nam Marcel Delodder nog deel aan de gemeenteraadsverkiezingen in de fusiegemeente Roeselare op de lijst van de CVP die al decennia aan de macht was in Roeselare. Hij werd verkozen en werd nu schepen in Roeselare. Twee van zijn schepenen uit Rumbeke werden ook opgenomen in het nieuwe Roeselaarse college. De derde schepen zette de overstap naar de Volksunie. Delodder kon zich niet over de fusie zetten. Hij besloot in 1982 niet meer aan de verkiezingen deel te nemen en verliet de politiek.